# Viola rupestriformis
Viola rupestriformis är en violväxtart. Viola rupestriformis ingår i släktet violer, och familjen violväxter.

## Underarter
Arten delas in i följande underarter:
- V. r. kovenensis
- V. r. rupestriformis